# Дерманка
Дерманка (укр. Дерманка) — село в Корецкой городской общине Ровненского района Ровненской области Украины.
До 2020 года входило в Корецкий район.
Население по переписи 2001 года составляло 216 человек. Почтовый индекс — 34710. Телефонный код — 3651.